# Euphorbia macra
Euphorbia macra är en törelväxtart som beskrevs av William Philip Hiern. Euphorbia macra ingår i släktet törlar, och familjen törelväxter.
Artens utbredningsområde är Angola. Inga underarter finns listade i Catalogue of Life.